# 연흔

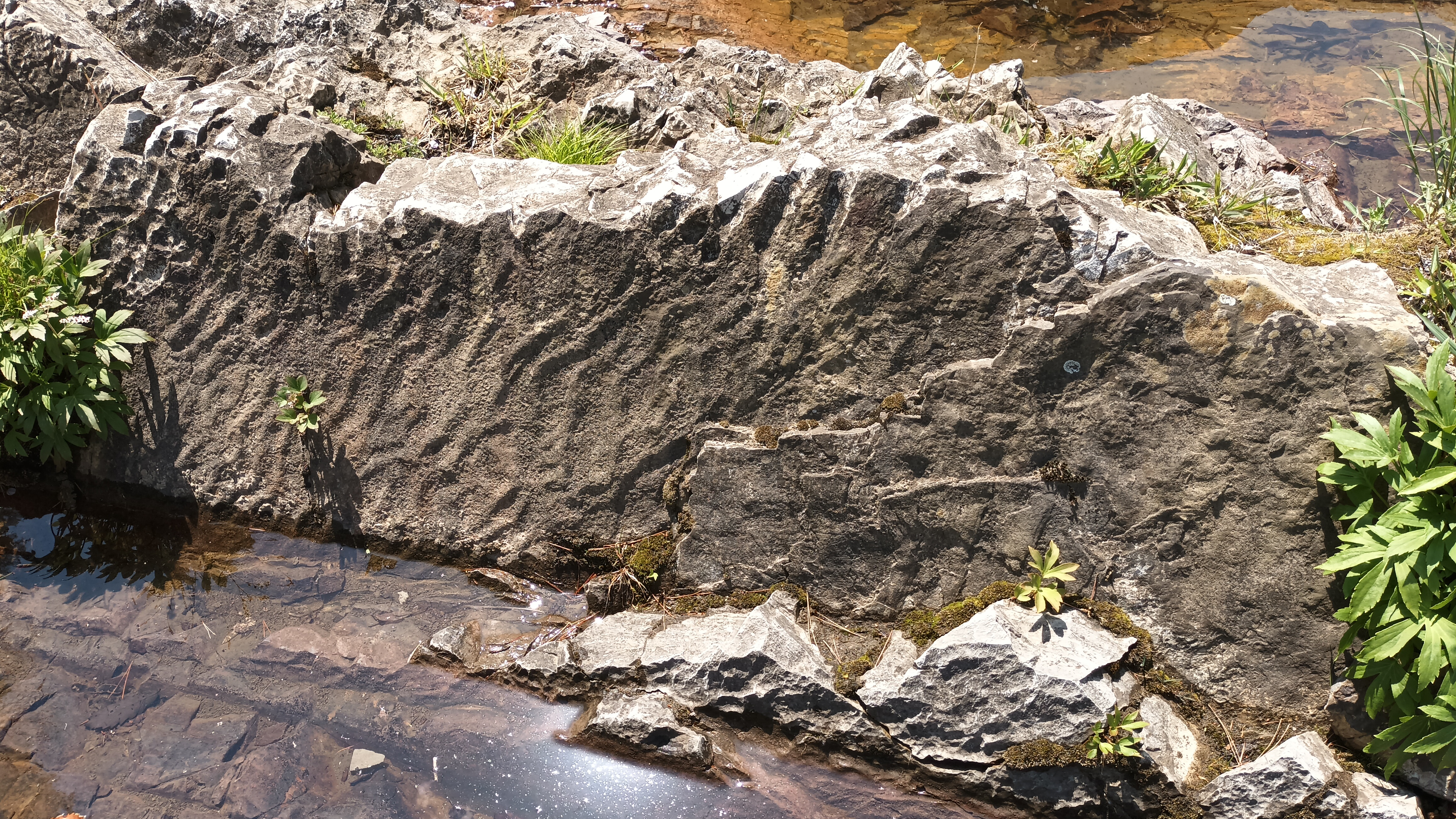
조선 누층군 막골층의 연흔 구조

연흔(漣痕, 영어: Ripple marks)은 지질학에서 해류나 파도, 바람에 의해 생기는 퇴적 구조이다. 대한민국에서는 조선 누층군 막골층과 경상 누층군의 여러 지층에서 볼 수 있다. 특히 창원 고현리 공룡발자국 화석의 진동층과 거제 신선대의 성포리층에서 교과서적인 연흔 구조를 관찰할 수 있다.

## 대한민국

### 창원 고현리 공룡발자국 화석산지
창원시의 창원 고현리 공룡발자국 화석의 경상 누층군 진동층에는 아래 사진과 같이 선명한 연흔 구조가 드러나 있다.
창원 고현리 공룡발자국 화석산지 경상 누층군 진동층에 드러난 연흔 구조

### 하산동층

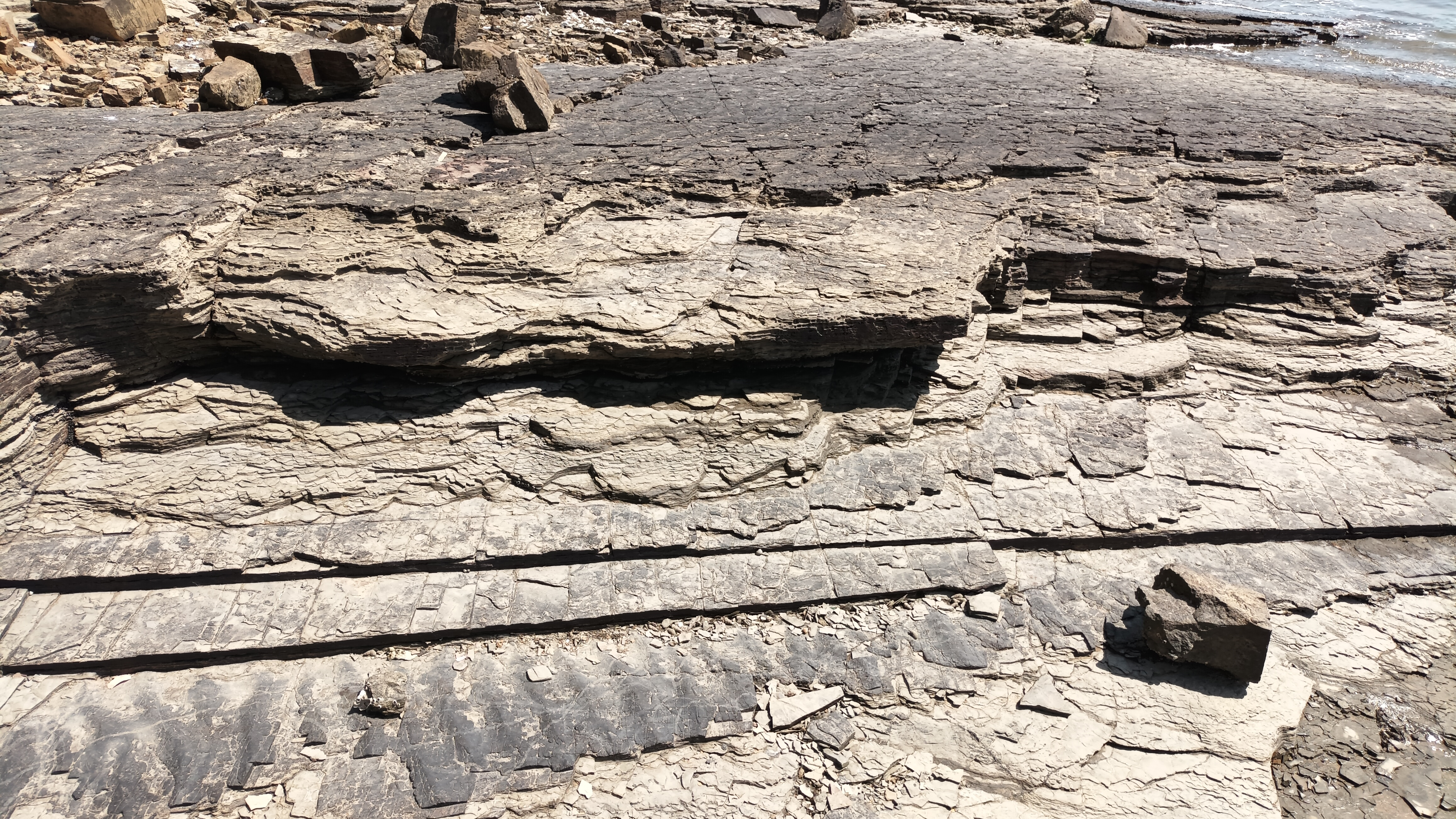
중생대 백악기 경상 누층군 하산동층과 연흔 구조, 하동군 진교면 양포리

하동군 진교면 양포리 산 8-54의 경상 누층군 하산동층에는 위 사진과 같이 단 하나의 층준에 연흔 구조가 드러나 있다.

### 성포리층
거제 신선대의 성포리층에는 아래 사진과 같이 매우 선명한 연흔 구조가 드러나 있다. 곳에 따라서는 연흔이 건열과 같이 출현하는 곳도 있다.
창원 고현리 공룡발자국 화석산지 경상 누층군 진동층에 드러난 연흔 구조
- 미세 연흔 구조
북위 34° 44′ 17.0″ 동경 128° 39′ 45.7″ / 북위 34.738056°  동경 128.662694°
- 연흔 구조
북위 34° 44′ 17.4″ 동경 128° 39′ 47.4″ / 북위 34.738167°  동경 128.663167°
- 선명한 연흔 구조
북위 34° 44′ 17.9″ 동경 128° 39′ 46.2″ / 북위 34.738306°  동경 128.662833°
- 연흔과 건열이 동시에 나타난다.
북위 34° 44′ 22.0″ 동경 128° 39′ 42.1″ / 북위 34.739444°  동경 128.661694°
- 연흔과 건열이 동일 층준에서 나타난다. 연흔이 먼저 생성된 후 건열이 생긴 것으로 추정된다.
북위 34° 44′ 21.9″ 동경 128° 39′ 42.0″ / 북위 34.739417°  동경 128.661667°
- 연흔과 건열이 동시에 나타난다.
북위 34° 44′ 21.9″ 동경 128° 39′ 41.9″ / 북위 34.739417°  동경 128.661639°
- 연흔과 건열이 동시에 나타난다.
북위 34° 44′ 21.9″ 동경 128° 39′ 41.9″ / 북위 34.739417°  동경 128.661639°
- 층리면 전반에 걸쳐 연흔이 나타난다.
북위 34° 44′ 22.0″ 동경 128° 39′ 41.6″ / 북위 34.739444°  동경 128.661556°

## 같이 보기
- 건열
- 사층리
- 경상 누층군 하산동층, 진동층, 성포리층
- 거제 신선대 - 연흔과 건열을 자세히 관찰할 수 있다.